# Nicolae Neamțu-Ottonel
Nicolae Neamțu-Ottonel (n. 4 decembrie 1885 – d. 1982) a fost actor român de film, radio, voce, scenă și televiziune.

## Biografie
A fost distins cu titlul de artist emerit (1956).

## Filmografie
- Amor fatal (1911)
- Cetatea Neamțului (1913) - plăieș
- Cum e Sfatul e și satul (1953) - Moș Costache
- Brigada lui Ionuț (1954) - Gherase Baciu
- Desfășurarea (1954) - perceptor
- Gelozia bat-o vina (1954) - moș Pavel
- După concurs (1955)
- Ilie în luna de miere (1956)
- Telegrame (1960) – prim-ministrul României
- Toamna se numără ... (1961)
- Străinul (1964) – politicianul țărănist Honoriu, prietenul senatorului Varga
- Răscoala (1966)
- Frații (1971) – bătrânul Ilarion
- Departe de Tipperary (1973) – Iuliu Maniu, președintele PNȚ

## Distincții
- Ordinul „Meritul Cultural” în gradul de Cavaler cl. II, pentru teatru (23 septembrie 1942)[1]
- titlul de Artist emerit al Republicii Populare Romîne (3 noiembrie 1956) „pentru merite deosebite în activitatea artistică”[2]
- Ordinul Muncii clasa a II-a (2 iunie 1959) „pentru activitate îndelungată și merite deosebite în munca artistică, [...] cu prilejul aniversării a 55 ani de activitate artistică”[3]
- Ordinul „Meritul Cultural” clasa a III-a (6 noiembrie 1967) „pentru merite deosebite în domeniul artei dramatice”[4]